# Franz Schmidt (botaniste)
Pour les articles homonymes, voir Schmidt et Franz Schmidt.
Franz Schmidt est un botaniste autrichien, né en 1751 et mort en 1834.
Il était spécialisé dans les Spermatophytes.